# Uneigentliches Integral
Ein uneigentliches Integral ist ein Begriff aus dem mathematischen Teilgebiet der Analysis. Mit Hilfe dieses Integralbegriffs ist es möglich, Funktionen zu integrieren, die einzelne Singularitäten aufweisen oder deren Definitionsbereich unbeschränkt ist und die deshalb nicht im eigentlichen Sinn integrierbar sind.
Das uneigentliche Integral kann als Erweiterung des Riemann-Integrals, des Lebesgue-Integrals oder auch anderer Integrationsbegriffe verstanden werden. Oftmals wird es allerdings im Zusammenhang mit dem Riemann-Integral betrachtet, da insbesondere das (eigentliche) Lebesgue-Integral schon viele Funktionen integrieren kann, die nur uneigentlich Riemann-integrierbar sind.

## Definition
Es gibt zwei Gründe, warum uneigentliche Integrale betrachtet werden. Zum einen möchte man Funktionen auch über unbeschränkte Bereiche integrieren, beispielsweise von {\displaystyle -\infty } bis {\displaystyle \infty }. Dies ist mit dem Riemann-Integral ohne weiteres nicht möglich. Uneigentliche Integrale, die dieses Problem lösen, nennt man uneigentliche Integrale erster Art. Außerdem ist es auch von Interesse, Funktionen zu integrieren, die auf dem Rand ihres Definitionsbereichs eine Singularität haben. Uneigentliche Integrale, die das ermöglichen, nennt man uneigentliche Integrale zweiter Art. Es ist möglich, dass uneigentliche Integrale an einer Grenze uneigentlich erster Art und an der anderen Grenze uneigentlich zweiter Art sind. Jedoch ist es für die Definition des uneigentlichen Integrals unerheblich, von welcher Art das Integral ist.

### Integrationsbereich mit einer kritischen Grenze
Sei {\displaystyle -\infty <a<b\leq \infty } und {\displaystyle f\colon {[a,b[}\to \mathbb {R} } eine Funktion, die über jedem abgeschlossenen Teilintervall {\displaystyle [a,\beta ]\subset [a,b[} integrierbar ist. Dann ist das uneigentliche Integral im Fall der Konvergenz definiert durch
{\displaystyle \int _{a}^{b}f(x)\,\mathrm {d} x:=\lim _{\beta \nearrow b}\int _{a}^{\beta }f(x)\,\mathrm {d} x\,.}
Analog ist das uneigentliche Integral für {\displaystyle -\infty \leq a<b<\infty } und {\displaystyle f\colon {]a,b]}\to \mathbb {R} } definiert.
Existiert der Grenzwert nicht, so nennt man {\displaystyle \int _{a}^{b}f(x)\,\mathrm {d} x} auch ein divergentes Integral.

### Integrationsbereich mit zwei kritischen Grenzen
Sei {\displaystyle -\infty \leq a<b\leq \infty } und {\displaystyle f\colon {]a,b[}\to \mathbb {R} } eine Funktion. So ist das uneigentliche Integral im Fall der Konvergenz definiert durch
{\displaystyle \int _{a}^{b}f(x)\,\mathrm {d} x:=\int _{a}^{c}f(x)\,\mathrm {d} x+\int _{c}^{b}f(x)\,\mathrm {d} x\,,}
wobei {\displaystyle a<c<b} gilt und die beiden rechten Integrale uneigentliche Integrale mit einer kritischen Grenze sind. Ausgeschrieben heißt das
{\displaystyle \int _{a}^{b}f(x)\,\mathrm {d} x:=\lim _{\alpha \searrow a}\int _{\alpha }^{c}f(x)\,\mathrm {d} x+\lim _{\beta \nearrow b}\int _{c}^{\beta }f(x)\,\mathrm {d} x\,.}
Die Konvergenz und der Wert des Integrals hängt nicht von der Wahl von {\displaystyle c} ab.

## Beispiele

### Zwei gebrochen-rationale Funktionen
Falls eine Stammfunktion bekannt ist, kann wie im eigentlichen Fall das Integral an der benachbarten Stelle {\displaystyle \beta } ausgewertet werden und dann der Grenzwert für {\displaystyle \beta \nearrow b} berechnet werden. Ein Beispiel ist das Integral
{\displaystyle \int _{0}^{1}{\frac {\mathrm {d} x}{\sqrt {x}}}=2{\sqrt {x}}{\Big |}_{0}^{1}=2\,,}
bei dem der Integrand bei {\displaystyle x=0} eine Singularität besitzt und daher nicht als (eigentliches) Riemann-Integral existiert. Fasst man das Integral als uneigentliches Riemann-Integral zweiter Art auf, so gilt
{\displaystyle \lim _{\alpha \searrow 0}\int _{\alpha }^{1}{\frac {1}{\sqrt {x}}}\,\mathrm {d} x=\lim _{\alpha \searrow 0}\left[2{\sqrt {1}}-2{\sqrt {\alpha }}\right]=2\,.}
Das Integral
{\displaystyle \int _{1}^{\infty }{\frac {1}{x^{2}}}\,\mathrm {d} x}
hat einen unbeschränkten Definitionsbereich und ist daher ein uneigentliches Integral erster Art. Es gilt
{\displaystyle \lim _{\beta \to \infty }\int _{1}^{\beta }{\frac {1}{x^{2}}}\,\mathrm {d} x=\lim _{\beta \to \infty }\left[-{\frac {1}{\beta }}+{\frac {1}{1}}\right]=1\,.}

### Gaußsches Fehlerintegral
Das Gaußsche Fehlerintegral
{\displaystyle \int _{-\infty }^{\infty }e^{-{\frac {1}{2}}x^{2}}\,\mathrm {d} x={\sqrt {2\pi }}}
ist ein uneigentliches Riemann-Integral erster Art. Im Sinn der lebesgueschen Integrationstheorie existiert das Integral auch im eigentlichen Sinn.

### Kosmische Geschwindigkeit
In der Physik lässt sich die Fluchtgeschwindigkeit über ein uneigentliches Integral berechnen. Die Fluchtgeschwindigkeit eines Massekörpers wie beispielsweise einer Rakete von einem Himmelskörper ist die erforderliche Geschwindigkeit, sich aus seinem Gravitationsfeld ohne weiteren ballistischen Antrieb zu entfernen. Da Gravitation eine unendliche Reichweite hat, muss der Körper über ausreichend Energie besitzen, dieses Feld verlassen zu können. Um die Energie zu erreichen, braucht es eine bestimmte Mindestgeschwindigkeit, die man als Fluchtgeschwindigkeit bezeichnet. Da die Gravitationskraft trotz ihrer unendlichen Reichweite im Quadrat seiner Entfernung abnimmt ist die erforderliche Energie beziehungsweise Fluchtgeschwindigkeit endlich. 
Zur Berechnung der Gravitationskraft {\displaystyle F} zweier Massekörper {\displaystyle {m_{1}}}, der Masse des fliehenden Körpers, {\displaystyle {m_{2}}}, der Masse des Himmelskörpers, in Abhängigkeit von der Abstandskoordinate {\displaystyle r} verwendet man:
{\displaystyle F(r)=\gamma \cdot {\frac {m_{1}m_{2}}{r^{2}}}}
Die erforderliche Energie um von der Oberfläche mit dem Abstand {\displaystyle R} zu entkommen beträgt
{\displaystyle E(R)=\int _{r=R_{0}}^{R}\gamma \cdot {\frac {m_{1}m_{2}}{r^{2}}}\,\mathrm {d} r=\gamma \cdot {m_{1}}\cdot {m_{2}}\cdot {\Big [}{\frac {1}{R_{0}}}-{\frac {1}{R}}{\Big ]}}
Im Grenzwertprozess lässt man {\displaystyle R\to \infty } streben und erhält so die Formel für das uneigentliche Integral
{\displaystyle E(R)=\gamma \cdot {m_{1}}\cdot {m_{2}}\int _{r=R_{0}}^{\infty }{\frac {\mathrm {d} r}{r^{2}}}=\gamma \cdot {\frac {{m_{1}}{m_{2}}}{R_{0}}}}
Nun kann aus der Gleichsetzung der kinetischen Energie mit der Energie aus dem Gravitationsfeld zu entkommen die Geschwindigkeit errechnet werden, um gerade diesem Gravitationsfeld zu entkommen
{\displaystyle {\frac {1}{2}}{m_{1}}v^{2}=\gamma \cdot {\frac {{m_{1}}{m_{2}}}{R_{0}}}\Rightarrow v={\sqrt {2\cdot \gamma \cdot {\frac {m_{2}}{R_{0}}}}}}
Aus der resultierenden Gleichung für die Fluchtgeschwindigkeit {\displaystyle v} erkennt man, dass {\displaystyle v} von der Masse des fliehenden Körpers unabhängig ist und nur vom Abstand vom Mittelpunkt zur Oberfläche des Planeten {\displaystyle R_{0}}, der Planetenmasse {\displaystyle m_{2}} und der Gravitationskonstante {\displaystyle \gamma } abhängt.

## Beziehung zwischen eigentlichen und uneigentlichen Riemann- und Lebesgue-Integralen
- Jede Riemann-integrierbare Funktion ist auch Lebesgue-integrierbar.
- Somit ist jede uneigentlich Riemann-integrierbare Funktion auch uneigentlich Lebesgue-integrierbar.
- Es gibt Funktionen, die uneigentlich Riemann-integrierbar, aber nicht Lebesgue-integrierbar sind, man betrachte etwa das Integral

{\displaystyle \int _{1}^{\infty }{\frac {\sin x}{x}}\,\mathrm {d} x.}
(Es existiert nicht im Lebesgue-Sinn, da für jede Lebesgue-integrierbare Funktion auch ihr Absolutbetrag Lebesgue-integrierbar ist, was mit nützlichen Eigenschaften der durch das Lebesgue-Integral definierten Funktionenräume einhergeht, die somit beim uneigentlichen Lebesgue-Integral verloren gehen).
- Auf der anderen Seite gibt es Funktionen, die Lebesgue-integrierbar, aber nicht (auch nicht uneigentlich) Riemann-integrierbar sind, z. B. die Dirichlet-Funktion auf einem beschränkten Intervall.